# Christoph Pahr
Christoph Pahr, auch Paar, auch Kristofer, war ein deutscher Baumeister, Bildhauer und Stuckateur des 16. Jahrhunderts.

## Leben und Wirken
Christoph Pahrs genaue Lebensdaten sind unbekannt. Er stammte aus der Baumeister- und Bildhauerfamilie Pahr. Sein Vater Jakob (Bahr, Baar, Bavor, Pahr, Parr, „Jakob der Wähle“) kam von Bissone (Tessin) nach Schlesien, als er 1539 einem Ruf Bischofs Jakob von Salzas als Festungsbauer folgte. Von 1547 bis 1556 vollendete er den Bau des Palastschlosses von Brieg und leitete später den Bau der Stadtschule (1548), des Gymnasiums (begonnen 1564) und des von 1570 bis 1572 errichteten Rathauses. Der Vater starb am 15. August 1575. Pahr selbst heiratete eine Frau namens Maren, deren Vater Mathias Marcus Dabercusius der erste Rektor der Schweriner Fürstenschule war.
Pahrs Name ist in Dokumenten erstmals im Jahr 1558 verzeichnet. Während dieser Zeit gestaltete er für Herzog Johann Albrecht I. ein „gehauenes Tor“ für das Schweriner Schloss. 1563/64 verschönerte er als Stuckateur repräsentative Räume dieses Schlosses, darunter die „Gemächer über der Hofkirche“. Von 1563 bis 1571 arbeitete er für Herzog Ulrich III. und verzierte im Güstrower Schloss mehrere Säle und Kabinette mit figürlichem und ornamentalem Stuckdekor. Für den im Südflügel untergebrachten Festsaal gestaltete er einen Fries, der aus stukkierten Rehen und Hirschen bestand und den kompletten Raum durchgehend umlief. Er kreierte damit wahrscheinlich den ersten durchgehenden Tierfries Deutschlands, mit dem Jagdtrophäen präsentiert werden sollten. Zur gleichen Zeit arbeitete er in Bützow bei Güstrow. Hier war er vermutlich als Stuckateur im Schloss Bützow tätig.
Um 1565 schuf Pahr wahrscheinlich szenische Reliefs für die Kanzel des Güstrower Doms. 1572 übernahm er von seinem Bruder Johann Baptist, der fortan für Johann III. von Schweden arbeitete, die Stelle des Schweriner Schlossbaumeisters. Darüber hinaus gestaltete er zur gleichen Zeit den „fürstlichen Stuhl“ des Schweriner Doms. Kurze Zeit später ging er wie seine Brüder Johann Baptist, Franciscus und Dominicus nach Schweden. Von 1573 bis 1577 leitete er für Karl IX. die Arbeiten an Schloss und Festungen in Nyköping und Eskilstuna. Von 1574 bis 1582 arbeitete er als Architekt beim Neubau des Chores der St. Nikolaikirche in Nyköping. Dabei orientierte er sich am Dom zu Strängnäs. Nach 1580 baute er den jüngeren Vorbau der alten Burg von Örebro zm Schloss Örebro um.